# Liste der Monuments historiques in Fain-lès-Moutiers
Die Liste der Monuments historiques in Fain-lès-Moutiers führt die Monuments historiques in der französischen Gemeinde Fain-lès-Moutiers auf.

## Liste der Immobilien
| Bezeichnung    | Beschreibung           | Standort                                               | Kennzeichnung | Schutzstatus | Datum | Bild |
| -------------- | ---------------------- | ------------------------------------------------------ | ------------- | ------------ | ----- | ---- |
| Friedhofskreuz | Stein, 16. Jahrhundert | Fain-lès-Moutiers, Grande Rue, auf dem Friedhof (Lage) | PA00112448    | Inscrit      | 1927  |      |

## Liste der Objekte
| Bezeichnung                        | Beschreibung | Standort                                                        | Kennzeichnung | Schutzstatus | Datum | Bild |
| ---------------------------------- | --- | --------------------------------------------------------------- | ------------- | ------------ | ----- | ---- |
| Skulptur Sitzende Madonna mit Kind | Holz, farbig gefasst, 14. Jahrhundert                                                                                                 | Fain-lès-Moutiers, in der Kirche Assomption-de-la-Vierge (Lage) | PM21001069    | Classé       | 1959  |      |
| Kapitell Daniel in der Löwengrube  | Kalkstein, 12. Jahrhundert; aus der Abtei Saint-Jean-de-Réome in Moutiers-Saint-Jean, jetzt bei einem Privatmann in Rainans deponiert | Saint-Just, Ferme de Poilevey                                   | PM21001070    | Classé       | 1979  |      |
| Kapitell Adler                     | Kalkstein, 12. Jahrhundert; aus der Abtei Saint-Jean-de-Réome in Moutiers-Saint-Jean, jetzt bei einem Privatmann in Rainans deponiert | Saint-Just, Ferme de Poilevey                                   | PM21002958    | Classé       | 1979  |      |
| Kirchenausstattung                 | Altartisch und Retabel des Hauptaltar, Skulptur Madonna mit Kind und zwei Seitenaltäre; Holz, farbig gefasst, 18. Jahrhundert         | Saint-Just, in der Kapelle St-Georges (Lage)                    | PM21003538    | Inscrit      | 1975  |      |
| Weihrauchschiffchen                | Silber, um 1800, Goldschmied Pierre Breugnot                                                                                          | Saint-Just, in der Kapelle St-Georges (Lage)                    | PM21005159    | Inscrit      | 2017  |      |
| Kerzenständer                      | Zinn, 18. Jahrhundert | Fain-lès-Moutiers, in der Kirche Assomption-de-la-Vierge (Lage) | PM21003537    | Inscrit      | 1975  |      |
| Kronleuchter                       | Glas, Metall, vergoldet, Anfang des 19. Jahrhunderts                                                                                  | Fain-lès-Moutiers, in der Kirche Assomption-de-la-Vierge (Lage) | PM21005158    | Inscrit      | 2017  |      |